# Diffusore di calore per camino

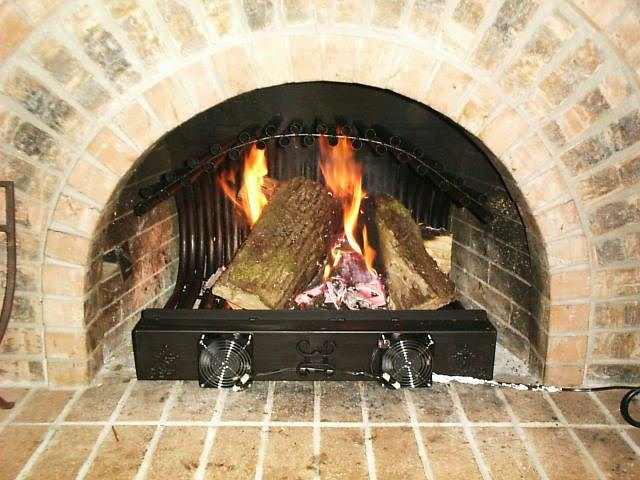
Un camino in funzione con un diffusore di calore a due ventole

Il diffusore di calore per camino è un sistema di riscaldamento rapido per ambienti dotati di camino.

## Composizione e funzionamento
Si tratta di un apparecchio tubolare composto da più tubi e da uno o più ventilatori. L'apparecchio per poter funzionare, si posiziona al centro del camino. Quando il camino è in funzione i tubi vengono riscaldati, mentre uno o più ventilatori aspira l'aria fredda della stanza, la riscalda sfruttando il calore della legna per poi rimetterla in circolazione riscaldata nell'ambiente.

## Vantaggi e svantaggi

### Vantaggi
Con questo sistema gli ambienti dotati di camino vengono riscaldati più velocemente producendo l'effetto riscaldamento di un termoventilatore, consentendo inoltre un minore utilizzo di legna e minori consumi.

### Svantaggi
L'unico svantaggio è che i ventilatori dell'apparecchio per poter funzionare necessitano della corrente elettrica.